# Gašper Rupnik
Gašper Rupnik (tudi Ruppnigg, Ruppnik), slovenski rimskokatoliški duhovnik in prevajalec nabožnih besedil, * 4. januar 1714, Vojnik, † 9. februar 1790, Vojnik.
Rodil se je očetu Andražu Rupneku in materi Uršuli (rojeni Žalar). Rupnik je bil duhovnik v različnih krajuh; najprej 1739 pomožni duhovnik in nato od 1739-1743 kaplan v Vojniku, nato 5 let neznano kje, 1748-1751 vikar v Dobrni in nazadnje od 1751 do smrti župnik v Vojniku.
V času terezijanskih in jožefinskih cerkvenik reform je veliko prevajal iz latinščine in nemščine v slovenščino. Na pobudo goriškega nadškofa Karla Mihaela Attemsa je prevedel v latinščini napisana dela madžarskega jezuita Gabriela Havenesija Quadragesima sancta ter jih 1773 izdal z naslovom Ta Kristosovimu terpleinu posvečeni post. Kasneje, leta 1784, je Rupnik izdal Peisme od keršanskiga vuka po versti Katechizma, katiri je na povelo Cesarske Svetlusti na dežele vun poslan zraunu eniga Perdauka teh Peisem per Sveti Maši, inu žegnu. Knjižica s skrajšanim naslovom Peisme od keršanskiga vuka  obsega 38 pesmi: 13 katehetičnih, 6 temeljnih resnicah, apostolski veri, očenašu, zdravamariji, dveh zapovedih ljubezni, 10 božjih zapovedih in 5 cerkvenih zapovedih, poglavitnih dolžnostih kristjana, grehih zoper sv. Duha in vnebovpijočih, dobrih delih in poslednjih rečeh.
Njegov prevod jožefinsko predpisanih in katehetičnih pesmi je nastal neodvisno od prevodov L. Volkmerja in J. Japla. Po sodbi F. Kidriča je bil Rupnik slab verzifikator (pesmar, rimač), vendar je edini prevedel 13 obveznih katehetičnih pesmi (Peisme od keršanskiga vuka).